# 호랑이 꼬리를 밟은 사나이 (1945년 영화)
호랑이 꼬리를 밟은 사나이(虎の尾を踏む男達, The Men Who Tread On The Tiger's Tail)는 일본에서 제작된 구로사와 아키라 감독의 1945년 모험, 드라마, 스릴러 영화이다. 오코치 덴지로 등이 주연으로 출연하였고 이토 모토히코 등이 제작에 참여하였다.
가부키 희곡 칸진초에 기반을 둔다. 이 영화는 봉건적 가치를 묘사했다는 이유로 연합군 최고사령부(SCAP)를 점유함으로써 처음에 금지되었다. 나중에 1952년 샌프란시스코 강화 조약 서명 이후로 개봉되었다.

## 출연

### 주연
- 오코치 덴지로
- 후지타 스스무

### 조연
- 에노모토 켄이치
- 모리 마사유키
- 시무라 타카시
- 코노 아키타케
- 코스기 요시오
- 이와이 한시로
- 요코 데카오
- 히사마츠 야스오
- 키요카와 소우지

## 제작진
- 원작자: 나미키 고헤이
- 미술: 쿠보 카즈오